# مجله حقوق و آزادی دانشگاه نیویورک
مجله حقوق و آزادی دانشگاه نیویورک یک مجله حقوق در دانشکده حقوق دانشگاه نیویورک است که مطالب مربوط به قانون و لیبرالیسم کلاسیک را منتشر می‌کند.

## تاریخچه
این مجله در سال ۲۰۰۵ توسط دانشجویان رابرت سارویس و رابرت مک نامارا تأسیس شد. مقاله ای در این ژورنال توسط عدالت آنتونین اسکالیا به نظر اکثریت وی در مورد برجسته دادگاه عالی ایالات متحده در سال ۲۰۰۸ پرونده دادگاه کلمبیا در مقابل استناد شده‌است . این مجله همچنین سخنرانی سالانه فردریش فون هایک را به‌طور مشترک با انستیتوی لیبرال کلاسیک دانشکده حقوق دانشگاه نیویورک ارائه می‌دهد.